# Lavernose-Lacasse
Lavernose-Lacasse là một xã thuộc tỉnh Haute-Garonne trong vùng Occitanie tây nam nước Pháp. Xã này nằm ở khu vực có độ cao trung bình 198 mét trên mực nước biển.
Sông Louge chảy theo hướng đông bắc qua giữa thị trấn.